# Bangarang (Album)
Bangarang ist eine EP des Dubstep-, Brostep- und House-Produzenten Skrillex. Sie wurde am 23. Dezember 2011 auf Beatport und vier Tage später auch an anderen Stellen im Internet veröffentlicht. Am 24. Januar 2012 wurde das Album dann auch als CD veröffentlicht. The Doors, Sirah, Wolfgang Gartner, 12th Planet, Kill the Noise und Ellie Goulding spielen eine Rolle im Album. Der Stil des Albums geht in Richtung Dubstep, House und Progressive House mit Einflüssen von Trance, Rap Rock, Ska, Experimental Rock und Drum and Bass. Es enthält viele technische Breakdowns und Vocal Samples.
Das Album ist sein bisher kommerziell erfolgreichstes, es erreichte in Australien, Kanada, Neuseeland, Norwegen, der Schweiz, in Großbritannien und den USA die Charts. Die erste Single aus dem Album war Bangarang. Sie wurde am 16. Februar 2012 veröffentlicht. Weitere Veröffentlichungen aus der EP waren Breakn' a Sweat (feat. The Doors) und Kyoto.

## Komposition
Der erste Track aus dem Album, Right In, ist von Dubstep und House geprägt. Er wurde so beschrieben:

„One long adrenaline rush of stabbing keyboard chords, sawed-off vocal samples and Skrillex’s trademark: squirming, squalling synth lines“

„Ein langer Adrenalinrausch von erstechenden Keyboard-Akkorden, abgesägten Vocal Samples und Skrillex Markenzeichen: Windende, schreiende Synth-Melodien“

Der Titel wurde mit First of the Year (Equinox) aus seinem vorigen Album More Monsters and Sprites verglichen.
Der zweite Titel, Bangarang, wurde mit Right in verglichen, er erfuhr auch positive Kritik. Ein Beispiel:

“the laser-blasting inanity of the title track, which ends with someone bragging, ‘I’m eating Fun Dip right now/Not givin' a fuck.’ Not a bad credo for music that makes a disco sugar high feel downright pornographic.”

Breakn' a Sweat enthält musikalische und stimmliche Beteiligung der Rockband The Doors und wurde für den Dokumentarfilm Re:Generation komponiert.
Es wurde so beschrieben:

„proggy guitar hooks, psychedelic organ chords, and Jim Morrison samples with a snarling, Prodigy-esque vocal and a filthy slab of dub bass“

The Devil’s Den gemeinsam mit Wolfgang Gartner wurde mit „Daft Punk-go-Dirty Vegas“ beschrieben.
Right on Time wurde so beschrieben:

“A percussive, hard house collaboration with 12th Planet and Kill the Noise which eventually builds into a feverish slice of happy hardcore”

und unterscheidet sich stark vom Rest des Albums.
Kyoto wurde so kommentiert:

“[Kyoto is a] rap-metal fusion”

Es ist der zweite Titel aus der EP gemeinsam mit Sirah und wurde mit dem Musikstil von Linkin Park und Travis Barker verglichen.
Summit, der letzte Track der EP, wurde gemeinsam mit Ellie Goulding produziert. Es ist ein langsamer Electro-Song, der Einflüsse von Trance hat. Gouldings Stimme wurde mit „ethereal“ und „delicate“
(ätherisch und zart) beschrieben.
Die iTunes-Edition enthält zusätzlich noch die Orchestral Suite, produziert von Varien.

## Gesamtbewertung
Das Album bekam unterschiedliche Kritiken. Der Durchschnitt, errechnet von Metacritic, war 60 von 100 möglichen Punkten.

“Skrillex is a magician. His trick is turning the elusively thwumping U.K. dance music called dubstep into high-fiving dance-floor heavy metal.”

“Bangarang is far smarter than Skrillex’s reputation for doling out cheap, bludgeoning bass-bin thrills would let on, anyway. Its seven tracks display a remarkable gift for bending innumerable breeds of club music to his will, grinding cantankerous hip-hop braggadocio, thwacking hard-house grooves, trance tingles and Blake Baxter-esque Detroit-techno stomp into a short-attention-spanned blur of bone-rattling meanness that’s undeniably thrilling, even if Moore has yet to elevate the results to a cohesive sum greater than its many parts.”

“Like cans of Monster Energy Drink, this collection is spracked out and ridiculous and fun and sometimes disposable, just one more shard of debris left in this kid’s wake, and his generation’s.”

“The go-for-the-throat tracks on Bangarang don’t tell us much about Skrillex’s long-term prospects. But they certainly demonstrate that for the moment, he’s going to have to be dealt with—by friends and foes alike.”

## Trackliste
1. Right In – 3:00
2. Bangarang (feat. Sirah) – 3:35
3. Breakn’ a Sweat (mit The Doors) – 5:02
4. The Devil’s Den (mit Wolfgang Gartner) – 4:52
5. Right on Time (mit 12th Planet und Kill the Noise) – 4:05
6. Kyoto (feat. Sirah) – 3:21
7. Summit (feat. Ellie Goulding) – 6:13

iTunes-Bonustrack
1. Skrillex Orchestral Suite (von Varien) – 6:55

## Kommerzieller Erfolg

### Chartplatzierungen
| ChartsChartplatzierungen       | Höchstplatzierung | Wochen |
| ------------------------------ | ----------------- | ------ |
| Schweiz (IFPI)                 | 47 (6 Wo.)        | 6      |
| Vereinigte Staaten (Billboard) | 14 (70 Wo.)       | 70     |
| Vereinigtes Königreich (OCC)   | 31 (33 Wo.)       | 33     |

| ChartsJahrescharts (2012)      | Platzierung |
| ------------------------------ | ----------- |
| Vereinigte Staaten (Billboard) | 63          |

### Auszeichnungen für Musikverkäufe
| Land/Region                  | Auszeichnungen für Musikverkäufe (Land/Region, Auszeichnung, Verkäufe) | Verkäufe  |
| ---------------------------- | ---------------------------------------------------------------------- | --------- |
| Australien (ARIA)            | Platin                                                                 | 70.000    |
| Kanada (MC)                  | Platin                                                                 | 80.000    |
| Mexiko (AMPROFON)            | Platin                                                                 | 60.000    |
| Neuseeland (RMNZ)            | 2× Platin                                                              | 30.000    |
| Österreich (IFPI)            | Platin                                                                 | 20.000    |
| Schweiz (IFPI)               | Platin                                                                 | 30.000    |
| Vereinigte Staaten (RIAA)    | Platin                                                                 | 1.000.000 |
| Vereinigtes Königreich (BPI) | Gold                                                                   | 100.000   |
| Insgesamt                    | 1× Gold · 8× Platin ·                                                  | 1.390.000 |